# スタニスラフ・イリュチェンコ
スタニスラフ・イリュチェンコ（Stanislav Iljutcenko、ロシア語:  Станислав Ильюченко、1990年8月13日 - ）は、ソビエト連邦・ロシア・ソビエト連邦社会主義共和国カルムイク自治ソビエト社会主義共和国ヤシャルタ出身のサッカー選手。Kリーグ1・FCソウル所属。ポジションはフォワード。
Kリーグ時代の登録名はイリュチェンコ（ハングル: 일류첸코）。

## 経歴
2015年、MSVデュースブルクと契約した。
2019年6月18日、Kリーグ1・浦項スティーラースに完全移籍。リーグ戦では44試合出場28ゴール挙げ、2020年ではKリーグ1ベストイレブンに選ばれた。
2021年、全北現代モータースに移籍した。
2022年7月12日、FCソウルに移籍した。

## タイトル
個人
- Kリーグ1ベストイレブン： 2020